# Hijos(as) Oyentes de PAdres Sordos

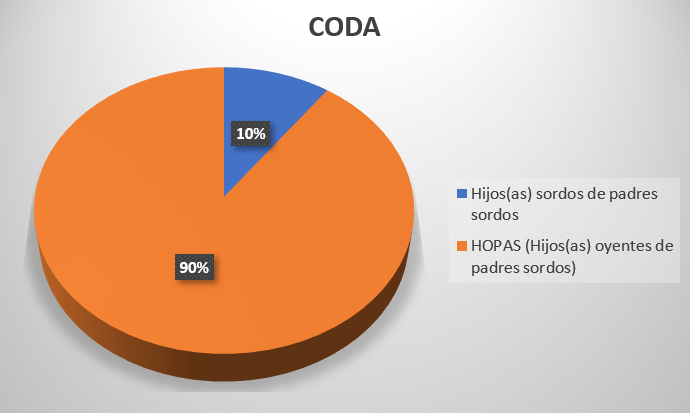
CODA y su porcentaje de HSPS (Hijos sordos de padres sordos) y HOPAS (Hijos oyentes de padres sordos)

Un hijo(a) oyente de padres sordos, a menudo conocido por el acrónimo HOPAS, es una persona oyente que fue criada por uno o más padres o tutores legales sordos.
El noventa por ciento de los nacidos de adultos sordos pueden oír normalmente, lo que da como resultado una comunidad significativa de HOPAS en todo el mundo.

## Otras terminologías
En cambio, los hijos(as) sordos de padres sordos se denominan HSPS.
En inglés, los HOPAS y HSPS entran en el término CODA, (Children Of Deaf Adults, lit. Hijos e hijas de adultos sordos), que no discrimina si son hijos e hijas oyentes o sordos de padres sordos, y en algunos casos, cuando se trata sobre menores de edad, se les denomina KODA.
Las personas que son HOPAS a menudo navegan por la frontera entre los mundos de los sordos y los oyentes, no sintiéndose igual por sus experiencias vividas ni con las personas oyentes (HOPO: hijos e hijas oyentes de padres oyentes) ni con las sordas, pero ayudando como intérpretes entre sus padres sordos y el mundo oyente que los rodea.

## Retos en las personas HOPAS
Las diferencias van desde el nacimiento con la negligencia médica hacia sus mamás biológicas sordas en el sistema de salud, principalmente por la falta de intérpretes de lengua de señas. Los padres o cuidadores sordos suelen estar pendientes desde su nacimiento si su bebé es oyente o sordo.
Los bebés oyentes de padres oyentes tienen sus primeras palabras, pero los HOPAS tienen sus primeras palabras en lengua de señas. Por este motivo, la lengua de señas es la lengua materna de los HOPAS, luego aprenden a hablar el idioma de su país.
Cuando los infantes HOPAS se unen al mundo de los oyentes, descubren una realidad para la que no se les había preparado, sienten vergüenza al principio al ser diferentes, sus compañeros o profesores hablan o llegan a burlarse de la discapacidad de sus miembros de hogar, por lo que llegan a sentirse incomprendidos y no se sienten ni como los demás oyentes ni como los sordos por la forma de crianza y la responsabilidad con su familia de ser intérpretes.
Sienten que llegan a sentirse más comprendidos en un mundo que en otro, o que en uno de ellos pueden expresarse mejor y ser uno mismo. Muchos HOPAS llegan a identificarse más del lado de los sordos que de los oyentes por la discriminación que atraviesan o escuchan hacia sus seres queridos.